# Las Hrabeński
Las Hrabeński este o arie protejată (sit de importanță comunitară — SCI) din Polonia întinsă pe o suprafață de 125,23 ha, integral pe uscat.

## Localizare
Centrul sitului Las Hrabeński este situat la coordonatele 49°35′24″N 21°55′39″E / 49.5901°N 21.9276°E.

## Înființare
Situl Las Hrabeński a fost declarat sit de importanță comunitară în octombrie 2009 pentru a proteja un număr necunoscut de specii din flora spontană și fauna sălbatică aflate în arealul zonei.

## Biodiversitate
Situată în ecoregiunea continentală, aria protejată conține 3 habitate naturale: Păduri de fag Asperulo-Fagetum, Păduri de stejar și carpen Galio-Carpinetum, Păduri pe pante, grohotișuri și ravene de Tilio-Acerion.
La baza desemnării sitului se află un număr nedeclarat de specii protejate.